# Yaël Nazé
Pour les articles homonymes, voir Nazé.
Yaël Nazé, née en 1976, à Baudour,, est une astrophysicienne belge travaillant à l'Université de Liège. Elle est spécialiste des étoiles massives et de leurs interactions avec leur environnement,,,.

## Biographie
Yaël Nazé obtient un diplôme d'ingénieur civil en juin 1999 puis un doctorat en astrophysique en mars 2004, elle devient chercheur permanent au FNRS en 2009 (chercheur qualifié, puis maître de recherches). Elle consacre une part de son temps libre à la vulgarisation (conférences, animations, expositions, articles) avec l'objectif de diffuser la science auprès d'un public le plus varié possible. Elle a publié de nombreux ouvrages dont beaucoup ont été primés. Son travail scientifique a également été distingué à plusieurs reprises,,.

## Recherche
À l'université de Liège, Yaël Nazé se consacre à l'étude des étoiles grâce à des observations en provenance de plusieurs observatoires internationaux et participe à l'élaboration de nouvelles missions d'observation.
Son travail se concentre sur les étoiles massives, qui commencent leur vie avec un type spectral O ou B, puis évoluent notamment en  étoiles Wolf-Rayet ou variable lumineuse bleue. Son objectif est de déterminer les propriétés de ces étoiles, notamment leurs vents stellaires. Ce travail a été utilisé pour plusieurs communiqués de presse.
Par exemple, elle a mené plusieurs études de l'émission en rayons X de l'étoile Zeta Puppis, une des étoiles massives proches de la Terre. En 2013, son analyse une décennie de données venant de XMM-Newton pour identifier la variabilité et ce projet confirme que les vents ne sont pas homogènes mais composés de centaines de milliers de grumeaux chauds ou froids" En collaboration avec le Pr You-Hua Chu (en), elle identifie des bulles soufflées par ces vents dans les Nuages de Magellan et caractérise aussi des nébuleuses ionisées par des  étoiles Wolf-Rayet extrêmes.
En utilisant divers  télescopes à rayons X, elle détermine les propriétés à haute énergie de plusieurs classes d'étoiles massives, comme les astres massifs magnétiques, les  étoiles Be, les étoiles massives évoluées, ou des binaires massives dans lesquels les vents entrent en collision. Un exemple de la dernière catégorie est HD 5980 (en), le premier cas de collision extragalactique identifié en 2007. En ré-examinant cette binaire en 2016, elle a la surprise de découvrir que l'émission est plus brillante. Rapprochant cette découverte d'une proposition théorique émise peu avant, on peut comprendre que si le matériel entré en collision émet beaucoup de lumière, il se refroidit, alors le choc devient instable et l'émission est finalement faible. C'était le cas au début du siècle mais en 2016, le choc était moins fort et les instabilités avaient diminué. Un autre exemple est l'étude de la collision dans la binaire Cyg OB2 #9 située dans la constellation du Cygne.

## Livres
- Les couleurs de l'Univers, Belin, 2005 (prix d'astronomie de Haute Maurienne 2006[25], prix biennal Hainuyer de vulgarisation scientifique 2006)
- L'astronomie au féminin, Vuibert, 2006 et CNRS éditions, 2014 (plume d'or 2006, prix Verdickt-Rijdams 2007[26]) - nouvelle édition en format poche, augmentée, en 2022 sous le titre Femmes astronomes, toujours chez CNRS éditions.
- Histoire du télescope, la contemplation de l'Univers des premiers instruments aux actuelles machines célestes, Vuibert, 2009
- L'astronomie des anciens, Belin, 2009 (prix Jean-Rostand 2009) - nouvelle édition, augmentée, en 2018 sous le titre Astronomies du passé, toujours chez Belin.
- Cahier d'exploration du ciel I. Découvrir l'Univers, Réjouisciences, 2009
- Cahier d'exploration du ciel II. Mesurer l'Univers, Réjouisciences, 2012
- La cuisine du cosmos - cahier de (g)astronomie, Réjouisciences, 2012
- Voyager dans l'espace, CNRS éditions, 2013 (prix Roberval, 2014)
- À la recherche d'autres mondes - les exoplanètes, Académie Royale de Belgique - éditions, coll. « académie en poche », octobre 2013
- Art & Astronomie - Impressions célestes, Omnisciences, octobre 2015
- Initiation à l'esprit critique, Réjouisciences, 2019
- Astronomie de l'étrange, Belin, 2021
- Enquêtes d'Astronomie, Hermann, 2021 (avec Dominique Proust)
- Explorer le ciel, les planètes et la Terre - Les grandes expéditions des astronomes, Odile Jacob, 2025